# 冰雹行動
冰雹行动（英語：Operation Hailstone）是美国海军于1944年2月17日至18日对日本海军位于中太平洋的军事要港特鲁克实施的一次大规模海空联合袭击行动，日方称“特鲁克岛空袭（日语： Torakku-tō Kūshū）”。特鲁克曾经是日本联合舰队最为重要的前线基地，也是维系日本本土与南太平洋的航空枢纽，有“太平洋上的直布罗陀”之称。
1944年吉尔伯特及马绍尔群岛战事后期，为排除驻特鲁克日军对登陆埃尼威托克可能造成的威胁，美国海军第五舰队司令雷蒙德·斯普鲁恩斯上将派出五艘艦隊航空母艦、四艘轻型航空母舰、六艘战列舰、10艘巡洋舰和28艘驱逐舰组成的第58特遣舰队，在马克·米切尔少将指挥下对特鲁克发起了为期两天的空袭，集中攻击岛上战机、机场、港内船只和军事设施。此次行动取得了空前成功：虽然行动的主要目标——联合舰队主力舰只因提前疏散而躲过一劫，但港内的大量运输船和辅助舰只依然遭到了毁灭性打击。日军总计损失各式船只41艘、战机270架、士兵4,500人，大量资源储备和建筑设施同时被毁，而美军损失甚微。经过空袭，特鲁克彻底失去了作为军港和前进基地的使用价值，但因為守軍眾多，美軍沒有打算登陸作戰，并在随后的跳岛战术中將之包围孤立直到日本投降。由于在准备、过程和影响等一系列方面的相似性，此次行动也被称为“日本的珍珠港事件”；日本则将此次慘败与山本五十六之死相提并论，将其称作“海军丁事件”。如今，总计约20万吨的沉船仍长眠于特鲁克环礁，形成了世界上最大的船舶墓地。

## 背景

### 特鲁克

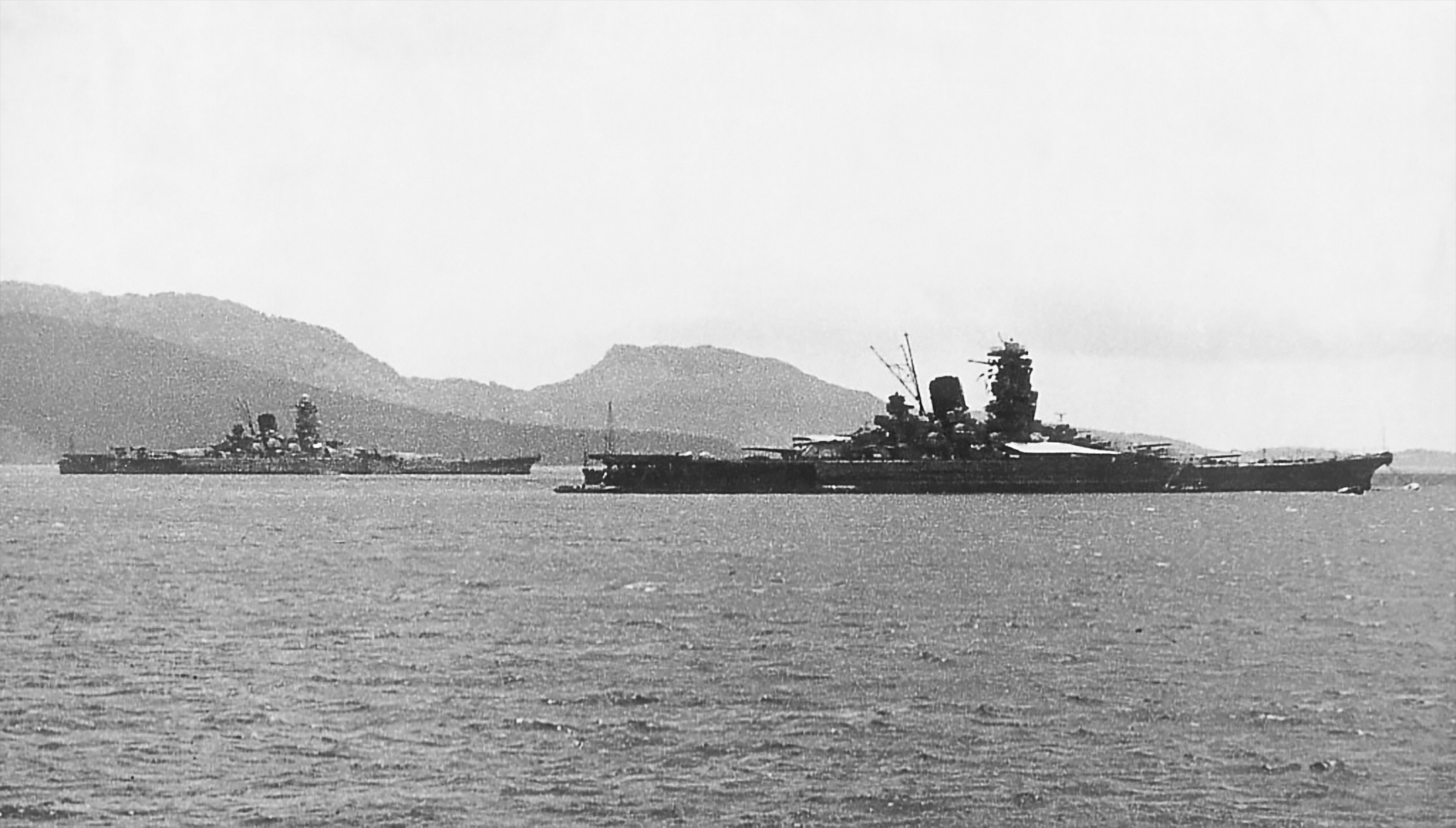
停泊在特鲁克锚地的大和号（远）和武藏号（近）战列舰

特鲁克环礁地处密克罗尼西亚群岛中央，距莫特洛克175英里（282）、拉包爾696英里（1,120）、夸贾林955英里（1,537）。环礁呈三角形，直径40英里（64）、周长140英里（225）。环礁的潟湖内遍布着245个大小岛屿，其中主要岛屿有六个：达博隆岛、托尔岛、摩恩岛、費凡島、乌多特岛和乌曼岛。环礁共有五条水道可供船只进出，潟湖内水深适宜、风平浪静，是世界上最佳的天然泊地之一。
日本于一战早期的1914年从德国夺取了特鲁克在内的南洋群岛，并作为“探索南洋宝库的阶梯”精心经营了二十余年。1939年，日本以特鲁克为基地创设防卫内南洋的第四舰队，开始真正挖掘其军事价值。次年，大批南洋原住民、朝鲜劳工与日本囚徒应征来到特鲁克，为日军建设军用设施。至太平洋战争爆发前夕，岛上共建成跑道五条、无线电通讯站五座、雷达基站一座、鱼雷艇基地一处、以及为数众多的水上飞机基地、潜艇坞、储油罐和兵营等，使該環礁成為規模龐大的海上要塞，也是使聯合艦隊足以和周遭列強海軍力量匹敵、爭奪太平洋海權的重要基石。聯合艦隊从1942年7月起将特鲁克作为前线基地，旗舰武藏号战列舰常驻于此。海军第六艦隊也将司令部设于特鲁克的达博隆岛。除此之外，特鲁克还是维系日本本土与南太平洋的重要航空基地与中转站。美国望而生畏地将其称为“太平洋上的直布罗陀”——后者是英国在地中海入口的海防要冲，以难以攻陷著称。

### 战略形势
1944年1月底，美军对夸贾林環礁发起代号“燧发枪”的两栖登陆作战，拉开了马绍尔群岛战役的序幕。在太平洋舰队司令尼米兹的战略规划下，环礁内的罗伊-纳穆尔岛和夸贾林岛等先后于1月31日至2月7日间被攻克。在行动第二阶段，美军计划登陆夸贾林西北285英里（459）的埃尼威托克环礁，以便取得进攻马里亚纳群岛的前进基地。此时如何处置距离埃尼威托克仅669英里（1,077）的特鲁克便成了美军不容忽视的问题：停泊其中的日本联合舰队不仅会对登陆行动构成威胁，也有可能前往增援不远的拉包爾，阻挠西南太平洋战区司令麦克阿瑟在新几内亚发动的钳形攻势“车轮行动”。经过商讨，美军指挥层最终敲定了两个同时进行、协调呼应的作战方案：2月17日，美军将按计划发起“法警行动”，登陆埃尼威托克环礁，由第58特遣舰队第4分队为登陆提供密接空中支援；于此同时，特遣舰队余部将对特鲁克进行代号“冰雹”的空中打击，消灭日军航空力量，引出联合舰队并予以歼灭。既能掩护登陆，同时又能收紧拉包爾包围圈，达到一石二鸟的战略目的。
随着阿留申群島和索羅門群島战役相继失利，至1943年9月底，日本大本營被迫转变太平洋战争爆发以来的进攻战略，改为保存现有战果进行长期抵抗，并相应在太平洋及印度洋战区划定了一条必须确保的“絕對國防圈”。鉴于当时所罗门及新几内亚局势危急，日本軍令部主张联合舰队至1943年12月后酌情放弃特鲁克，将主力转移至帕劳。而新任联合舰队司令长官古贺峰一大将则认为，为避免兵力在多条战线的遭遇战中被逐渐蚕食，联合舰队必须继续留在特鲁克，以便抓住战机在马绍尔群岛海域与美国海军展开“舰队决战”，扭转战局（即“Z号作战”）。然而随着日军航空兵在支援布干維爾島的“吕号作战”中损失惨重以及吉尔伯特群岛的陆续易手，在马绍尔的邀击作战化为镜花水月。有感于特鲁克战略价值急剧下降，古贺最终于1944年1月初指示联合舰队作好疏散准备，于1月下旬至2月中旬分批撤出。对于特鲁克环礁，联合舰队司令部于1943年12月底制定了代号“T作战”的防御行动，计划调用驻防内南洋和所罗门方面的兵力，对来袭的美军特遣舰队进行邀击。但这一方案最后也因联合舰队撤出，于1944年2月10日无果而终。

## 准备

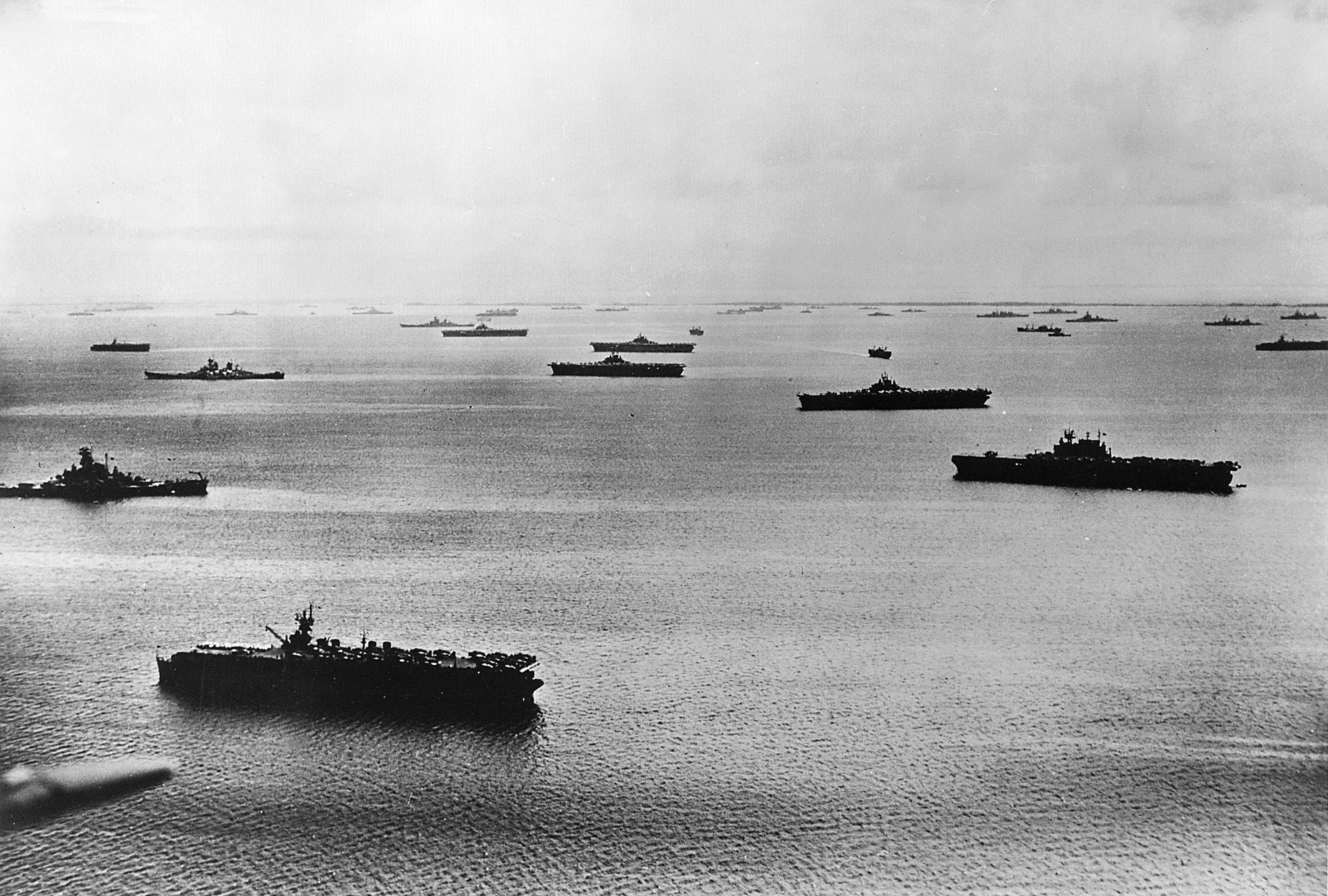
1944年停泊在马朱罗环礁的第58特遣舰队。画面前方是聖哈辛托號航空母艦；其右后方是企業號航空母艦，右前方是一艘南达科他级战列舰；中央是四艘艾塞克斯級航空母艦；远处还有两艘衣阿华级战列舰

对于美军而言，进攻特鲁克环礁最大的难题莫过于情报匮乏。作为日本的委任统治地，特鲁克从1920年代开始便不对外国人开放。在这二十多年间，特鲁克的地形、设施、兵力等对美军都是未知数。有美军指挥官在行动前曾半开玩笑说：“我对特鲁克的了解仅限于《国家地理杂志》，而且那作者还写错了不少。”为此，太平洋司令部事先向加罗林群岛海域派遣了潜艇狼群以打探日军动向，同时出动侦察机，对特鲁克进行高空侦察。
进攻主力为雷蒙德·斯普鲁恩斯上将的第五艦隊下属第58特遣舰队，由马克·米切尔少将指挥。舰队按任务分为四个分队。除了塞缪尔·金德（Samuel P. Ginder）少将指挥的第四分队（TG 58.4，包括航母薩拉托加號、普林斯頓號、蘭利號）支援埃尼威托克登陆行动外，其余全部参与对特鲁克的空袭。
- 第一分队（TG 58.1）由约翰·里夫斯（英语：John W. Reeves Jr.）少将指挥，下辖快速攻击型航母企業號、約克城號（TF 58旗舰）和轻型航母貝勞森林號；护航舰队包括四艘轻巡洋舰和九艘驱逐舰。攻击目标为联合舰队泊地。

- 第二分队（TG 58.2）由阿尔弗雷德·蒙哥马利少将指挥，下辖快速攻击型航母艾塞克斯號、勇猛号及轻母卡伯特号；护航舰队包括三艘重巡洋舰、一艘轻巡洋舰和九艘驱逐舰。攻击目标为埃滕岛（英语：Eten Island）（日本称竹岛）以南及第六舰队泊地。

- 第三分队（TG 58.3）由費德烈·谢尔曼少将指挥，下辖快速攻击型航母碉堡山號、轻母蒙特利號和科本斯號；护航舰队包括两艘重巡洋舰和11艘驱逐舰。攻击目标为第四舰队泊地。

考虑到有可能和大和号等联合舰队主力展开水面战，斯普鲁恩斯还调来了威利斯·李少将指挥的快速战列舰队，拥有北卡羅萊納號、麻薩諸塞號、南達科他號、阿拉巴馬號以及两艘崭新的衣阿华级战列舰衣阿华號和新澤西號，共计六艘现代化战列舰、54门16英寸（406）主炮。希望能和联合舰队决一雌雄的斯普鲁恩斯坐镇战列舰队亲临前线，新泽西号战列舰的主桅上升起了斯普鲁恩斯的上将旗。
根据作战计划，美军的首要任务为夺取制空权。战斗机将击落已经升空的敌机，并阻止地面飞机起飞。制空权确保后，舰载机将攻击主要目标：特鲁克及其周边的日军舰只和航空设施。战斗机、俯冲轰炸机和魚雷轟炸機协同配合，击溃环礁外的敌舰。如有必要，以六艘战列舰为骨干的水面舰队也将投入战斗，以炮火封锁潟湖出口，防止日舰逃窜。攻击目标按优先度依次为航母、战列舰、巡洋舰、潜艇、油轮、货轮、辅助舰只、驱逐舰、敌机以及军港设施等。海岸炮是最低级的目标，因为美军舰队并不会靠近特鲁克。除此之外，每个分队还需各自执行战斗空中巡逻和反潜巡逻。

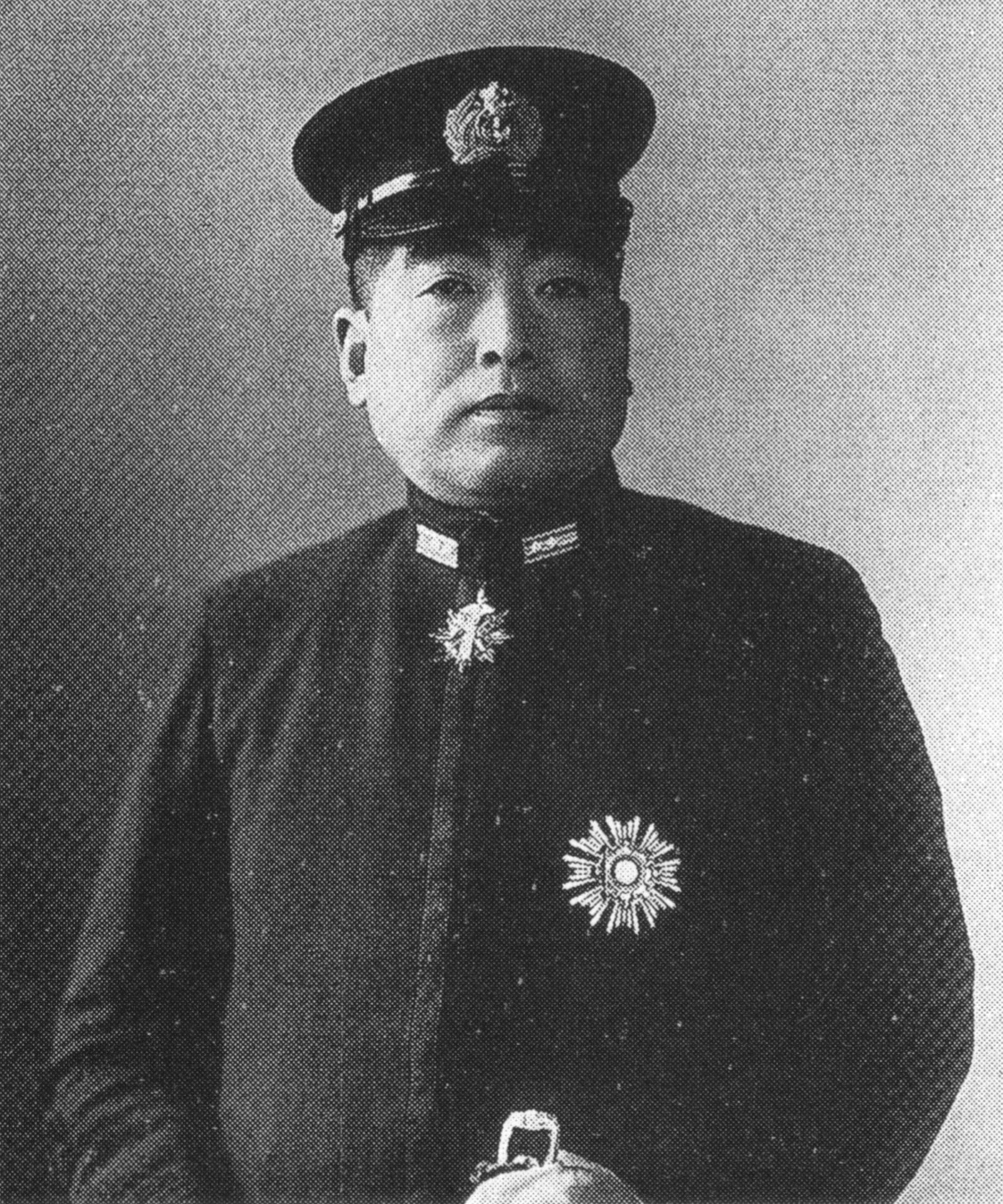
小林仁（1890年—1977年），海军中将，和莱特湾海战的指挥官栗田健男同为海兵38期出身。历任驻美武官、山城號戰列艦舰长、佐世保镇守府参谋长、上海特别根据地队司令官等职。特鲁克遇袭后调离现役。战后因曾纵容下属屠杀俘虏被捕，关押于巢鸭监狱。出狱后从事战史编纂工作。

1944年2月4日，海军陆战队派出一架PB4Y-2海上巡逻机飞临特鲁克上空执行航空侦察，当时联合舰队主力几乎全部停于港内。古贺大将认定这架侦察机是美军即将进攻的信号，随即下令联合舰队于当月10日全体出港，向帕劳及日本本土等地疏散。2月10日，古贺本人乘巨舰武藏号携大淀號轻巡洋舰和白露號驅逐艦等一行起锚出航，从此告别特鲁克。至2月16日，港内只剩下尚未完成卸货工作的货轮、第六舰队的两艘轻巡洋舰、八艘驱逐舰以及一些辅助舰只。撤退行动中阿賀野號輕巡洋艦及6,800吨的货轮“晓天丸”被埋伏在外海的美军潜艇击沉。
古贺撤走后，特鲁克的防御由第四舰队司令小林仁中将接手。留给小林的情况并不乐观：至1944年2月，日军的防御工作远未完善：由于地理和预算限制，特鲁克无法建造大型船坞，补给和修理必须依靠油轮或维修舰等其他舰船；岛上的防空火力总计仅40门（其中双联装127毫米高射炮四座、76.2毫米高射炮两门）且全部缺乏火控雷达引导。岛上共有各式战机365架，其中仅125架可以随时出动。所有战机分属两支舰队和两支航空舰队下共10支航空队，指挥关系极为错综复杂。岛上的陆军守备队则完全不受海军调遣，令混乱的指挥链雪上加霜，灵活协调的作战体系无从谈起。日后的第四舰队司令原忠一中将在战后对美国将特鲁克称为“太平洋的直布罗陀”一事如此评论：“我唯恐美国人发现岛上的防御如此低劣。”
2月15日清晨，日军派出六架一式陆攻和三架零式战斗机前往特鲁克以东海域执行例行巡逻，其中两架一式陆攻在任務中失蹤。与此同时，第四舰队的监听部队也截获了美军航母舰载机发出的无线电通讯，但由于高负荷工作带来的迟缓效率，该消息直到当晚才传达至小林中将。意识到进攻迫在眉睫的小林于次日凌晨3时下令进入最高级别的一级战备状态，加强警戒，并派出九架天山艦攻和两架一式陆攻，每架以300英里（483）为半径侦察北方的30度扇形海域，同时搜索前日失联的飞机。这次搜索一无所获，预料中的空袭也未如期而至，加上准备迎接陆军参谋本部参谋濑岛龙三、服部卓四郎及军令部次长伊藤整一一行的视察团，小林于16日下午便轻率地解除战斗警报，改为三级战备状态，批准紧张多日的士兵前往位于达博隆岛（日本称夏岛）等地的民用设施休闲娱乐。事后证明这是一个致命的错误——由于特鲁克环礁内海陆交错、交通不便，当美军的空袭真正到来时，很多日军飞行员和士兵根本来不及赶回位于其他岛上的战斗岗位。

## 战斗经过
1944年2月13日，第58特遣舰队悄悄离开马朱罗环礁，向埃尼威托克环礁以北海域进发。两天后，特遣舰队在特鲁克东北640英里（1,030）处与补给舰汇合，接受加油。补给作业从15日上午7时持续至下午13时，结束后舰队取直线全速前进，于17日破晓前抵达达博隆岛东北94英里（151）处的攻击阵位。为求万无一失，斯普魯恩斯不仅直到15日才向舰队公布行动的真正目标和具体方案，并且一反以往将战术指挥权下放给二把手（即米切尔）的习惯，坚持亲自将舰队领至抵达攻击阵位。他的谨慎使美军实现了完全的出其不意——直到17日上午7时55分，八架起飞索敌的天山舰攻终于发现近在咫尺的TF 58，此时空袭已经进入第二阶段。

### 2月17日
凌晨4时30分，TF 58航向转为东北偏东，航速增至20节，舰艏迎风，准备放飞战机。不同于以往战斗机混编轰炸机的攻击模式，此次第一波72架全部由F6F战斗机组成，负责争夺制空權，为后续轰炸扫清障碍。米切尔首创的这一新模式在实战中立竿见影。清晨6时10分，第一波机群抵达特鲁克上空。日军虽在空袭来临前30分钟便侦测到美机的雷达信号并派机拦截，但松懈的戒备和混乱的指挥导致防空警报一再拖延，严重限制了战斗机的邀击效率。当天共有77架日军战机紧急升空，其中37架在起飞阶段便被占据高度优势的美机俯冲摧毁，剩余也在实力悬殊的纏鬥中被陆续击落。美军得胜后转而开始扫射地面上的飞机和航空设施。从特鲁克准备运至拉包尔的100架崭新的零战52型战机正首尾相接地放在埃滕岛上，一枪未发便被摧毁殆尽。紧随第一波战斗机群，18架TBF轟炸機向摩恩岛、埃滕岛和帕拉姆岛上的机场洒下了成片的集束破片弹和燃烧弹，旨在破坏机场和航空设施，防止日军夜间实施反击。埃滕岛上的第26航空战队司令部在空袭伊始便被一枚炸弹直接命中，无力组织航空兵力进行有效抵抗。在燃烧弹的猛烈攻势下，达博隆岛和摩恩岛上的水上飞机基地也被付之一炬。至当日中午，美军已完全掌握特鲁克的制空权。美方记录击落敌机56架（战斗机51架），扫射摧毁71架，自身损失4架。

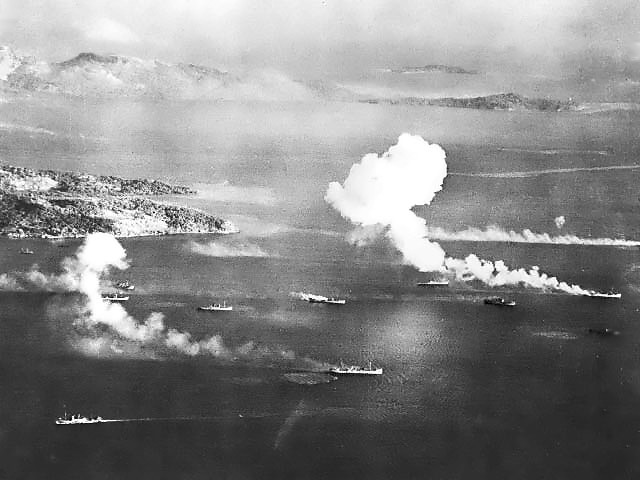
17日上午10时，第四舰队锚地正在遭受空袭。中央燃烧者为货轮花川丸，右侧腾起巨大烟雾者为货轮丽洋丸，最右侧的白烟来自秋津洲号飞行艇母舰

防空火力瘫痪后，对舰攻击随即展开。虽然首要目标联合舰队并不在港内令斯普鲁恩斯大失所望，但停泊港内或试图逃出环礁的两艘轻巡洋舰、两艘驱逐舰及约50艘辅助运输舰只依然为美机提供了大量唾手可得的目标。企业号和约克城号的SBD轰炸机中队约25架率先对停靠在摩恩岛和埃滕岛泊位的30艘舰船发起了俯冲轰炸。秋津洲號飞行艇母艦因轮廓清晰、行动迟缓首先遇袭，连中两枚1,000磅（454）炸弹，但未当场沉没。锚地内的日舰以轻武器在内的高射火力猛烈还击，弹幕密集却失之精准。TG 58.1的攻击结束后，TG 58.2的航空队随即开始对埃滕岛和达博隆岛泊舰的攻击；与此同时，TG 58.3则在打击达博隆和摩恩岛附近的日军舰船；科本斯号的中队同时轰炸了摩恩岛上的军用机场。各航母舰载机队轮流交错起飞，确保给予特鲁克接连不断的波状打击，日军船舶及岸上设施在反复围攻下先后被毁。由于绝大多数货轮在空袭降临时尚未起锚，美军有如探囊取物。
冒着暴风骤雨般的空袭，部分日舰开始经由各条水道向礁外突围。北方水道作为出港首选受到了美军的重点关照，试图经此出逃的舰只大多驶出不远便被击沉。其中包括由第六舰队旗舰训练巡洋舰香取号、伪装巡洋舰赤城丸以及第四驱逐队驱逐舰舞风号和野分號组成的“第4215船团”。该船团原定2月16日返回横须贺，但因赤城丸卸货延误，直至17日凌晨方才启航。美军轰炸机队在首波攻击时发现该船团正在进入水道入口，并于其驶出环礁十余海里时实施突击。赤城丸率先被卡伯特號的俯冲轰炸机命中，于11时42分爆炸沉没。企业、约克城两舰的战斗机中队扫射了香取号，该舰随后被企业号TBF中队投掷的1,000磅炸弹击中舰艏和舰舯。下午13时许，勇猛号的鱼雷机中队对“第4215船团”展开新一轮杀戮：香取号再中两枚鱼雷，全舰燃起烈火；舞风号则被一枚炸弹贯穿舰艏，动力全失。上午8时，科本斯號的TBF中队以航空鱼雷和炸弹重创了前夜出港营救阿賀野號的5,500吨型老式轻巡洋舰那珂號。那珂号舰体断为两截，后于下午14时由俯冲轰炸机炸沉。另有45架战机在上午7时袭击了潜入北方水道的第27驱逐舰队驱逐舰時雨號和春雨号。时雨号受美机扫射，弹雷库殉爆进水，造成21人阵亡、45人受伤；春雨号被近失弹炸伤，两人阵亡。但二者最终成功冲出了美军的天罗地网，和明石号维修舰一起逃回了帕劳。

#### 特鲁克外海战斗：第4215船团的覆灭

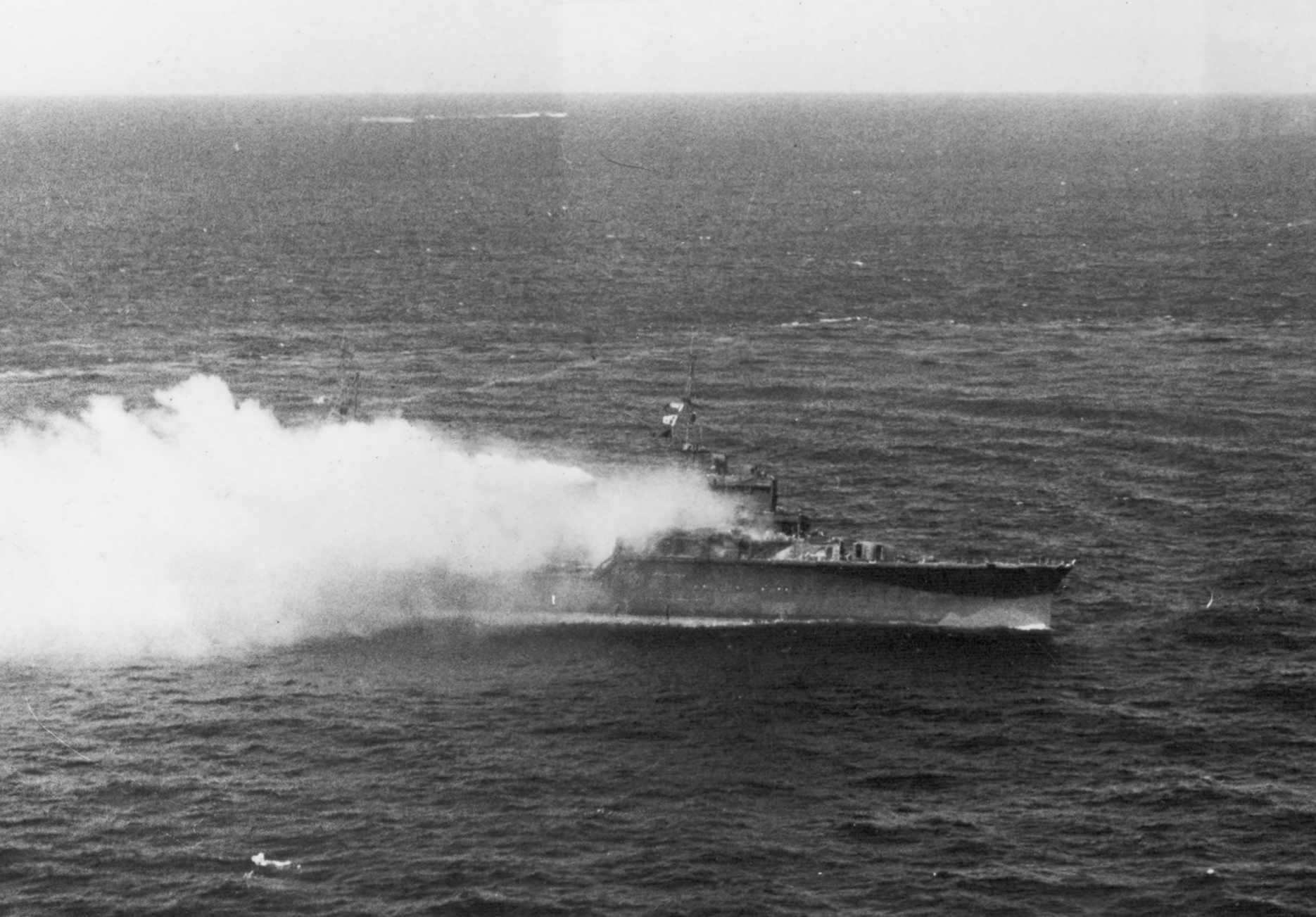
中弹着火的香取号训练巡洋舰

上午9时23分，斯普鲁恩斯从TG 58.3中抽调战列舰衣阿华號和新澤西號、重巡洋舰明尼阿波利斯号和新奥尔良号、驱逐舰伊澤德號、舒列特號、伯恩斯號和布拉福號组成第50.9战斗群（TG 50.9），沿特鲁克环礁逆时针航行，扫荡逃至外海的敌舰。12时47分，当战斗群位于特鲁克北方水道以北海域时，新泽西号的水上侦察机于舰队前方约25英里（40）处发现了正在轮番空袭下试图逃跑的香取号、舞风号和野分号，以及正从北方驶回特鲁克的特设猎潜艇第15昭南丸。斯普鲁恩斯决定借此展现美国海军水面舰艇的打击能力，米切尔心照不宣地下令舰载机停止攻击，将致命一击留给舰队总司令。美军驱逐舰于13时10分起向第15昭南丸开火，后由新泽西号用127毫米副炮予以击沉。明尼阿波利斯号和新奥尔良号随后奉命脱离阵型，与两艘驱逐舰协同击沉垂死的香取号。美军驱逐和重巡分别于17,400碼（15,911）和19,000碼（17,374）发炮，并逐渐迫近至14,000碼（12,802）。衣阿华号的16英寸舰炮也在14,250碼（13,030）的距离上进行了八轮齐射，共计倾泻主炮炮弹46发。香取号用主炮和鱼雷进行了顽强的还击，一度取得近失。正当衣阿华号完成第四轮齐射时，香取号突然向左舷剧烈倾斜，露出船底的累累弹孔。交战13分钟后，香取号于13时41分倾覆沉没。直至最后一刻，舰尾的主炮仍在不断开火。
与此同时，衣阿华号、新泽西号和另外两艘驱逐舰将火力转向同行的舞风号。舞风号只比香取号多抵抗了数分钟便于13时43分被重巡洋舰击沉，向新泽西号发射的数枚鱼雷也在战斗空中巡逻机的预警下被及时规避。而野分号则利用这半小时一边倒的战斗全速西逃，衣阿华号和新泽西号紧随其后。两舰的主炮在34,000—39,000碼（31,090—35,662）外对野分号实现了跨射，但未直接命中。野分号在逃跑时回敬以四枚鱼雷，其中一枚从新泽西号舰艏前划过。凭借微弱的航速优势，野分号最终摆脱了美舰的追击，于2月24日抵达横须贺。在“第4215船团”中，仅有野分一舰幸免于难。TG 50.9的扫荡于次日清晨6时顺利结束，美军共击沉训练巡洋舰一艘、驱逐舰一艘、猎潜艇两艘。斯普鲁恩斯意犹未尽地给妻子玛格丽特写信说：“实在不幸，我军长年渴望捕捉歼灭的高价值舰队，鬼子在特鲁克一艘都没留下——只有一些杂鱼和商船。”
下午16时45分，特鲁克迎来了当日最后一波空袭。美军轰炸机中队重返摩恩岛和埃滕岛，对其机场投下燃烧弹和长引信定时炸弹，炸毁了一批准备起飞的日军战机，并在机场跑道上炸出了大量弹坑。17时30分夜幕降临前，最后一批美军战机返回碉堡山號航空母艦，为TF 58首日的行动画上了句号。

### 2月17日夜
17日薄暮，日军各部出动战机，分别向第58特遣舰队发动反击。从特鲁克摩恩岛起飞的第582航空队表现平平，四架舰攻中仅两架实施了攻击，其余两架因燃料耗尽损失。其他航空队则相对突出：当天下午，第22航空战队下属第755和第753航空队共五架一式陸上攻擊機从670英里（1,078）外的天宁岛机场起飞，前往特鲁克支援。晚上19时04分，日军攻击机在特鲁克以东约120英里（193）处发现美军舰队，并巧妙躲过了約克城號出动的夜间战斗机以及外围舰只的防空炮火。22时11分，在美军舰队以25节右转规避时，一枚一式陆攻投下的鱼雷击中勇猛号航空母舰右舷舰尾并在水线以下爆炸，导致舵机卡死、操舵室进水。勇猛号被迫脱离舰队，在卡伯特号、旧金山号、威奇塔号等舰护航下驶回马朱罗环礁，并在珍珠港进行应急处理后前往旧金山大修。袭击共造成11名水兵丧生，17人受伤。勇猛号撤退后，TG 58.2其余舰只并入TG 58.1继续执行任务。
同晚，企業號航空母艦对特鲁克实施了美国航母作战史上首次夜间反舰作战，由经验丰富的VT-10鱼雷机中队驾驶装有雷达的TBF-1C夜间攻击機执行此次任务。18日凌晨2时，12架攻击机从企业号上弹射起飞，以500英尺（152）的高度悄然扑向100英里（161）以西的特鲁克。在环礁上空准备投弹时，美机被日军探照灯偶然发现，行动失去了出其不意性。但这并未影响雷达制导轰炸的惊人精度：短短20至30分钟内，VT-10中队以平均一分钟的间隔进行了25轮攻击，总计命中目标13发、近失七发。夜袭共炸沉敌舰八艘、炸伤五艘，占整次行动总击沉吨位约三分之一。5时55分破晓时刻，企业号收容了返航的攻击机。美军有一架TBF被击落，另有七架受损。通过此次行动，航母舰载机夜间低空轰炸的价值得以充分展示。

### 2月18日

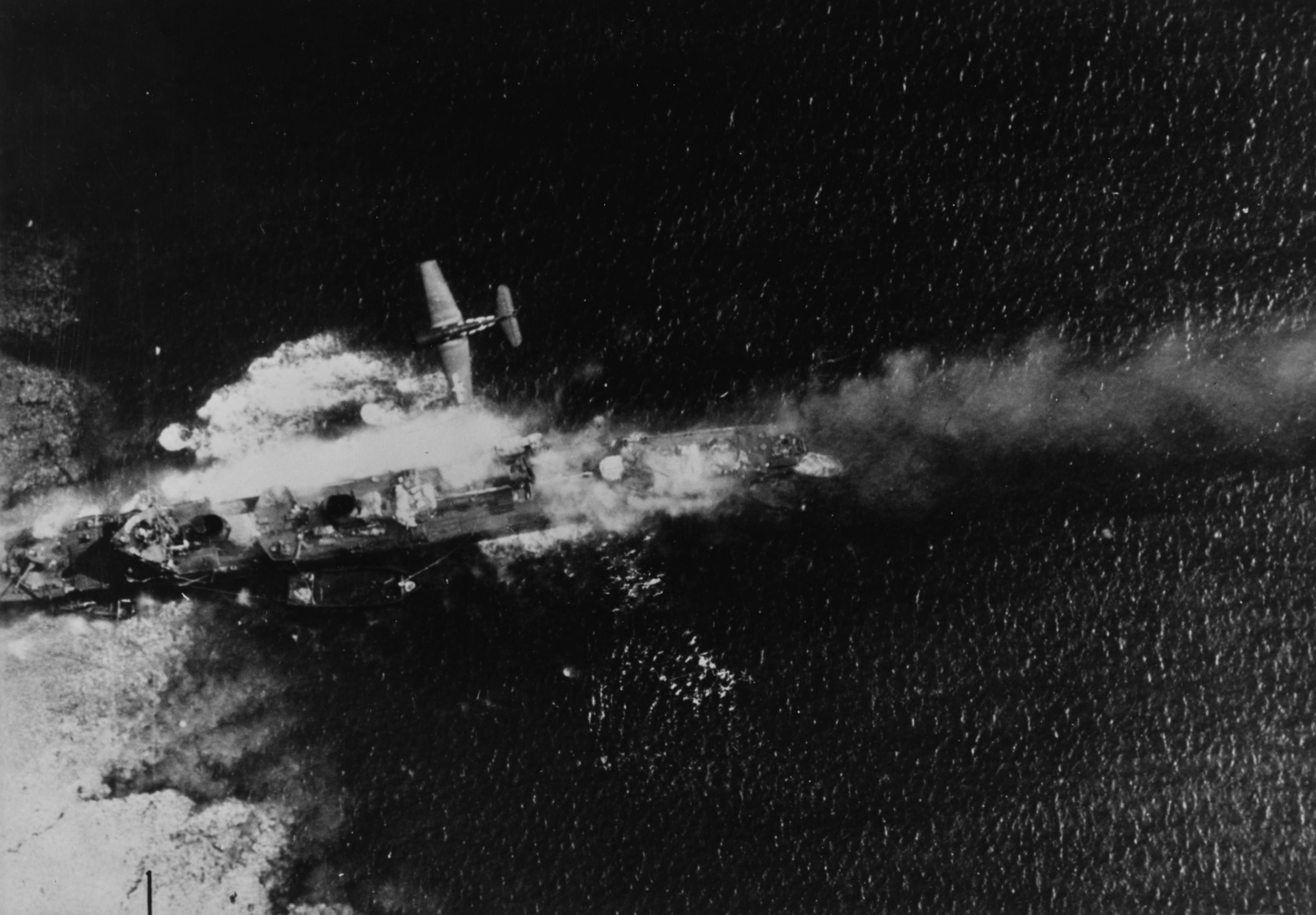
埃塞克斯号的舰载机正在攻击太刀风号驱逐舰

翌日凌晨，美军的“冰雹”再次降临特鲁克。一如前日，米切尔于4时45分派出战斗机进行首轮扫荡。经过前日的激战，日军战机已无力起飞迎击，第一波攻击仅遭遇高炮拦截。尽管美军原定继续一整天的空袭，但此时特鲁克内大部分船只均已沉没或撤离，可选目标大为减少。攻击目标相应转为岸上设施，机场、弹药库和油料库等受到了重点打击。在第二波攻击中，企业号的SBD和TBF轰炸机中队盯上了在库奥普环礁内触礁的太刀风号驱逐舰。该舰在17日的空袭中幸免于难，但于18日晨被三枚1,000磅炸弹炸沉。碉堡山號的舰载机则向经由北方水道驶回特鲁克的追风号驱逐舰发难。五架TBF攻击机在F6F战斗机的扫射掩护下向其发射了鱼雷，其中一发命中。追风号被拦腰两断、迅速沉没。舰上523名阿賀野號輕巡洋艦的幸存者也一同葬身海底。太刀风号和追风号是18日空袭取得的的最大战果。
鉴于入夜后日军可能故伎重演，米切尔建议在日落前收队返航，斯普鲁恩斯表示同意。上午10时30分，最后一波美军战机离开特鲁克。经过约一小时的回收作业，米切尔于正午12时下令舰队撤退，返回马朱罗环礁，只留下外围潜艇清扫战场，营救落水机组成员。当天下午，来自塞班岛的日军第201航空队24架零式战斗机才姗姗来迟，此时特遣舰队早已渺无踪影。

## 结果及影响
“冰雹行动”是太平洋战争中最为成功的航母作战行动之一。在为期两天的空袭中，美军以40人阵亡（其中机组成员29人、水手11人）、25架飞机被毁（其中战斗机12架、鱼雷攻击机7架、俯冲轰炸机6架）、勇猛号航空母舰大修数月为代价，击沉日军军舰10艘、运输及辅助船只31艘总计200,000吨（创下单日击沉吨位最高记录）、击伤船只9艘；击落敌机70架、扫射摧毁200架；烧毁燃料储备17,000吨、军粮储备2,000吨；打死打伤日军士兵约600人，另有数千人随舰沉没。特鲁克完全失去了作为军港和前进基地的使用价值，联合舰队的旭日旗从此在环礁上空销声匿迹。虽然“冰雹行动”有时被称为“日本的珍珠港事件”，但两者在规模上完全不可同日而语：日军在珍珠港总共进行了两轮空袭，而美军在特鲁克则进行了30轮，每一轮造成的打击效果都远胜珍珠港。米切尔的“冰雹”在日本的防空体系上砸出了一道深坑。2月17日，美军如期登陆埃尼威托克，没有遭遇任何空中干扰。在曾经的航空重镇拉包爾上空，日军战机倾巢出动的光景也从此一去不复返。压制特鲁克和占领埃尼威托克为马里亚纳群岛和帕劳群岛战役铺平了道路。随着塞班島易手，美军陆基重型轰炸机便可长途奔袭，对日本本土腹地进行战略轰炸。
1944年2月21日，日本大本營通报了2月17日至18日特鲁克遇袭的情况，承认损失巡洋舰两艘、驱逐舰三艘、运输船13艘、战机120架，同时宣称击沉美军巡洋舰两艘（其中一艘或为战列舰）、击毁航空母舰和不明军舰各一艘、击落敌机54架以上。尽管日方轻描淡写地表示特鲁克内的船只是为吉尔伯特和马绍尔群岛战役准备的消耗品，其损失因战事失利而无关紧要。但事实上，日本在一夜之间损失的是全国三个月的造船完工量，國內運輸船舶總噸位的4%，以及1943年11月1日至1944年6月30日损失总吨位的十分之一。雖然主力舰只不在港內，可是大量现代化运输舰和给油舰的沉没严重损害了日本向本土运输物资、以及向海外据点增派兵员的能力，同时也约束了日本海军今后的行动：在孤注一掷的莱特湾海战发动前夕，由于无法调集足够的舰队给油舰支援舰队行动，日本联合舰队被迫从林加群島和日本本土分兵出击，从而提前暴露了战略意图。“大東亞共榮圈”其他部分也因生命线切断而日益衰弱。前任联合舰队司令长官山本五十六常年担忧的这种消耗与绞杀，最终将日本引向了没落的深渊。

### 海军丁事件
堂堂“太平洋上的直布罗陀”面对空袭竟如此不堪一击，令日军上下极为震动。日本军政高层对此高度重视，将其称为“海军丁事件”并责成海军省军务局联合军令部对特鲁克的作战准备、作战实施、尽职情况等各项事宜进行调查，试图找出其中存在的缺陷以资借鉴。军务局派出了由海军水雷学校校长大森仙太郎少将、海軍大學校教官直井俊夫大佐以及海军航空本部委员池上二男中佐组成的调查团，一行三人于1944年3月下旬从东京出发，途径塞班抵达特鲁克。经过一周的质询，大森等人确实在特鲁克排查出航空部队指挥关系以及港口装卸设施等方面的若干突出问题，但考虑到当时联合舰队正在中太平洋战场节节败退，为了避免问责进一步动摇军心，调查团最终在调查结论中只是不置可否地表示：“从大局来看，以如此贫弱的兵力试图抵挡如此强大的攻击，无论作战指挥人选如何，结果也难免大同小异。”指挥官小林仁中将也未被过多责难，仅受到了转入预备役的处分，由原忠一中将接替第四舰队司令一职。但到了战后，他却被批得体无完肤：“身为特鲁克指挥官，第四舰队司令小林仁中将理应下令积极布防并理清辖区内部队间的指挥链。但他对此却漫不经心、碌碌无为，坐视美军特遣舰队在17日至18日出兵空袭特鲁克，结果导致守军在迎击敌军空袭时陷入严重的混乱之中。”

### 特鲁克的结局
1944年2月时，美军指挥层曾就如何处置特鲁克产生过激烈争论，随着“冰雹行动”的大获全胜，绕过特鲁克的意见最终占了上风。但在绕道而行前，岛上的航空威胁必须被彻底消除以绝后患。1944年4月30日，TF 58为摧毁陆上的航空设施和军用建筑重返特鲁克。经过两天交战，美军共击落敌机63架、扫射摧毁60架、炸毁建筑423座、机库6座，自身损失飞机22架。第二次空袭剥夺了特鲁克仅剩的补给和航空基地价值，至此其再也无法对日本继续战争发挥任何作用。1944年3月后的一年半间，特鲁克继续频繁受到美國陸軍航空軍远程轰炸机不分昼夜的高空轰炸。大部分攻击由B-24轟炸機实施，从1944年10月起，新型的B-29轟炸機也加入到轰炸行动中。在战争结束前夕，英国太平洋舰队怨仇号航空母舰还对特鲁克进行了一次代号“囚徒行动”的小规模空袭，不过效果有限。
为了应对可能的登陆行动，日本于1944年1月5日向特鲁克增派第52师团共约14,000人以加强防御。马里亚纳战役结束后，驻特鲁克日军加快了武装岛屿的进展：所有主要的火炮设施均被转移至山洞内以防炮击，滩头上也布设了大量地雷和反坦克陷阱。岛上的防御工事至1945年6月大致完工，但未及使用日本便已战败。由于密不透风的海上封鎖，特鲁克的补给线自1944年6月便彻底断绝。此后14个月间只有三艘日军潜艇成功偷越封锁线，运来数百吨聊胜于无的大米。为了解决数万人的吃饭问题，日军守备队不得不开展粮食自给运动，甚至连司令原中将都得脱光膀子，和陆军士兵一起下地种红薯。等到特鲁克最终于1945年9月2日向美军投降时，岛上日军已處於飢餓狀態，大约2,400人死于營養不良和其他疾病。

### 船舶墓地
“冰雹行动”形成了世界上最大的船舶墓地，大量日军船只沉没在清澈的潟湖底部，有些从海面上便清晰可见。太平洋战争结束后，特鲁克环礁的旅游业发展日益兴盛，长眠海底的沉船也成了潜水爱好者的探险圣地。游客们经常在当地导游的带领下潜入近岸的沉船内部，搜寻瓷器、水壶、酒瓶甚至遗骨留作纪念，迫使特鲁克当地政府于1971年将沉船作为“国家纪念文物”立法保护，禁止破坏。日本政府曾于1975年派遣潜水员进入部分沉船内部，收殓了少量阵亡士兵的遗骸，但绝大多数依然散落海底任人参观，令日军遗属难以释怀。

## 日舰毁伤概况
列表整理自日本复员厅第二复员局（原海军省）1952年向驻日盟军司令部提交的报告、《战史丛书》第62卷、以及克劳斯·林德曼1989年出版的著作等。

### 沉没军舰
| 船名         | 舰种       | 排水量（吨） | 沉没时间 | 沉没地点            | 沉没原因       |
| ------------ | ---------- | ------------ | -------- | ------------------- | -------------- |
| 阿賀野號     | 輕巡洋艦   | 6,500        | 2月17日  | 特鲁克以北170海里处 | 潜艇雷击       |
| 香取号       | 训练巡洋舰 | 5,800        | 2月17日  | 北水道外            | 舰炮击沉       |
| 那珂號       | 轻巡洋舰   | 5,195        | 2月17日  | 特鲁克西南海面      | 航空鱼雷和炸弹 |
| 舞风号       | 驱逐舰     | 2,000        | 2月17日  | 北水道外            | 舰炮击沉       |
| 文月号       | 驱逐舰     | 1,320        | 2月18日  | 特鲁克环礁          | 航空鱼雷       |
| 追风号       | 驱逐舰     | 1,270        | 2月18日  | 北水道外            | 航空鱼雷       |
| 太刀风号     | 驱逐舰     | 1,215        | 2月18日  | 库奥普环礁          | 触礁后被炸沉   |
| 驱二十四号   | 猎潜艇     | 440          | 2月17日  | 特鲁克以西          | 舰炮击沉       |
| 驱二十九号   | 猎潜艇     | 440          | 2月18日  | 特鲁克以西          | 航空鱼雷       |
| 第十五昭南丸 | 特设猎潜艇 | 350          | 2月17日  | 北水道附近          | 舰炮击沉       |
| 鱼艇十号     | 鱼雷快艇   | 85           | 2月17日  | 特鲁克以西          | 舰炮击沉       |

### 沉没船舶
| 船名         | 舰种           | 排水量（吨） | 沉没时间 | 沉没地点                            | 沉没原因 |
| ------------ | -------------- | ------------ | -------- | ----------------------------------- | -------- |
| 辰羽丸       | 陆军货轮       | 5,784        | 2月17日  | 特鲁克以西80海里处                  | 航空鱼雷 |
| 五星丸       | 海军杂货运输船 | 1,931        | 2月17日  | 乌曼岛东北1,600米处                 | 航空鱼雷 |
| 平安丸       | 特设潛水母艦   | 11,614       | 2月17日  | 达博隆岛北部高地以西1,850米处       | 航空鱼雷 |
| 爱国丸       | 海军杂货运输船 | 10,437       | 2月17日  | 6号灯塔以东1,400米处                | 航空炸弹 |
| 丽洋丸       | 海军杂货船     | 5,445        | 2月17日  | 6号灯塔东南1,060米处                | 航空炸弹 |
| 西江丸       | 海军杂货船     | 5,385        | 2月17日  | 8号灯塔东南970米处                  | 航空鱼雷 |
| 清澄丸       | 海军杂货船     | 8,613        | 2月17日  | 达博隆岛北部高地西南3,150米处       | 航空炸弹 |
| 旧金山丸     | 海军杂货船     | 5,831        | 2月17日  | 8号灯塔东南1,330米处                | 航空炸弹 |
| 天城山丸     | 海军杂货运输船 | 7,620        | 2月17日  | 乌曼岛西南1,850米处                 | 航空鱼雷 |
| 第三图南丸   | 海军油轮       | 19,209       | 2月17日  | 特鲁克湾内                          | 航空炸弹 |
| 富士山丸     | 海军油轮       | 9,524        | 2月18日  | 柳岛东北2,400米处                   | 航空炸弹 |
| 花川丸       | 海军杂货船     | 4,739        | 2月18日  | 法拉-贝盖茨岛西南3,400米处          | 航空鱼雷 |
| 夕映丸       | 陆军货轮       | 3,217        | 2月17日  | 乌曼岛西北1,430米处                 | 航空鱼雷 |
| 山鬼山丸     | 海军杂货船     | 4,776        | 2月18日  | 特鲁克附近                          | 航空炸弹 |
| 神国丸       | 海军油轮       | 10,020       | 2月17日  | 帕拉姆岛西部高地东北5,900米处       | 航空鱼雷 |
| 富士川丸     | 海军油轮       | 6,938        | 2月17日  | 8号灯塔西南2,300米处                | 航空鱼雷 |
| 瑞海丸       | 特设巡洋艦     | 2,700        | 2月17日  | 北水道外                            | 航空鱼雷 |
| 赤城丸       | 特设巡洋舰     | 7,389        | 2月17日  | 北水道外                            | 航空炸弹 |
| 伯耆丸       | 海军杂货运输船 | 7,112        | 2月17日  | 达博隆岛                            | 航空鱼雷 |
| 松丹丸       | 海军杂货船     | 1,999        | 2月18日  | 长野丸东南350米处                   | 航空炸弹 |
| 北洋丸       | 海军杂货船     | 4,216        | 2月17日  | 8号灯塔东南1,315米处                | 航空炸弹 |
| 宝洋丸       | 海军油轮       | 8,691        | 2月17日  | 特鲁克附近                          | 航空炸弹 |
| 大吉丸       | 民用货轮       | 1,891        | 2月17日  | 特鲁克环礁（不详）                  | 航空炸弹 |
| 长野丸       | 陆军货轮       | 3,824        | 2月17日  | 8号灯塔东南2,050米处                | 航空炸弹 |
| 里约热内卢丸 | 海军杂货运输船 | 9,626        | 2月17日  | 乌曼岛东北2,500米处                 | 航空炸弹 |
| 山雾丸       | 海军杂货运输船 | 6,438        | 2月18日  | 特鲁克附近                          | 航空炸弹 |
| 第六云海丸   | 海军杂货船     | 3,220        | 2月17日  | 乌曼岛西南2,500米处                 | 航空鱼雷 |
| 桃川丸       | 海军杂货船     | 3,829        | 2月18日  | 6号灯塔东北980米处                  | 航空炸弹 |
| 大邦丸       | 海军杂货船     | 2,827        | 2月17日  | 乌曼岛山顶以北2,700米处             | 航空鱼雷 |
| [ 註 3 ]     | 海军杂货船     | 4,861        | 2月17日  | 达博隆岛（不详）                    | 航空鱼雷 |
| 日丰丸       | 海军淡水船     | 3,763        | 2月17日  | 达博隆岛锚地6号灯塔东北1,500米处    | 航空炸弹 |
| 晓天丸       | 陆军货轮       | 6,854        | 2月17日  | 特鲁克以西北纬8度0分，东经149度17分 | 潜艇雷击 |

### 受损舰艇
| 船名       | 舰种         | 排水量（吨） | 受损时间 | 受损情况         |
| ---------- | ------------ | ------------ | -------- | ---------------- |
| 明石号     | 维修舰       | 9,020        | 2月17日  | 轻微损伤         |
| 秋津洲號   | 水上飛機母艦 | 4,650        | 2月17日  | 中度损伤         |
| 宗谷號     | 运输舰       | 3,800        | 2月17日  | 轻度损伤（触礁） |
| 波胜号     | 靶舰         | 2,571        | 2月17日  | 轻度损伤         |
| 春雨號     | 驱逐舰       | 1,685        | 2月17日  | 轻度损伤         |
| 時雨號     | 驱逐舰       | 1,685        | 2月17日  | 轻度损伤         |
| 松风号     | 驱逐舰       | 1,270        | 2月17日  | 中度损伤         |
| 伊10号     | 潜艇         | 2,200        | 2月17日  | 轻度损伤         |
| 吕42号     | 潜艇         | 965          | 2月17日  | 轻度损伤         |
| 羽衣丸     | 特设掃雷艇   | 233          | 2月17日  | 中度损伤（触礁） |
| 驱特二十号 | 猎潜艇       | 130          | 2月17日  | 轻度损伤         |
| 白凤丸     | 气象观测船   | 不详         | 2月17日  | 触礁             |
| 白根丸     | 民用商船     | 不详         | 2月17日  | 触礁             |

### 引用
1. ↑  Bernstein (1994)，第17頁.
2. ↑  The Reduction of Truk (1947)，第2頁.
3. ↑  Evans (2014)，Chapter 6.
4. ↑  竹下高見 (1987)，第45頁.
5. ↑  Hackett (2016).
6. ↑  Morison (2011)，第316-317頁.
7. ↑  Rems (2014).
8. ↑  Morison (2011)，第316頁.
9. ↑  Bernstein (1994)，第19頁.
10. ↑  戦史叢書 (1974)，第1-2頁.
11. ↑  戦史叢書 (1974)，第224-226頁.
12. ↑  戦史叢書 (1973)，第540-541頁.
13. 1 2  Reynolds (1968)，第137頁.
14. ↑  Blair (1975)，第562頁.
15. ↑  Reynolds (1968)，第136頁.
16. 1 2  Morison (2011)，Appendix IV.
17. 1 2 3  Lindemann (2005)，第32頁.
18. 1 2 3 4 5 6  Buell (2013)，Chapter 16.
19. 1 2  Morison (2011)，第319頁.
20. ↑  戦史叢書 (1973)，第615-616頁.
21. ↑  Blair (1975)，第567頁.
22. ↑  戦史叢書 (1973)，第616頁.
23. ↑  The Reduction of Truk (1947)，第3頁.
24. ↑  Lindemann (2005)，第94頁.
25. ↑  戦史叢書 (1973)，第616-617頁.
26. ↑  Bernstein (1994)，第18頁.
27. ↑  Morison (2011)，第317頁.
28. 1 2  加藤邁 & 杉本作兵衛 (1987)，第40頁.
29. ↑  Lindemann (2005)，第24頁.
30. ↑  Lindemann (2005)，第41頁.
31. 1 2 3  戦史叢書 (1973)，第618頁.
32. ↑  Morison (2011)，第320頁.
33. 1 2 3  The Reduction of Truk (1947)，第12頁.
34. ↑  戦史叢書 (1974)，第245頁.
35. 1 2  Lindemann (2005)，第19頁.
36. ↑  柳田邦男 (1985)，第345頁.
37. ↑  Lindemann (2005)，第44頁.
38. 1 2  Reynolds (1968)，第138頁.
39. ↑  Bernstein (1994)，第20頁.
40. ↑  戦史叢書 (1973)，第622頁.
41. ↑  Lindemann (2005)，第20, 55頁.
42. 1 2  Bernstein (1994)，第21頁.
43. ↑  Lindemann (2005)，第63頁.
44. ↑  Lindemann (2005)，第82頁.
45. ↑  戦史叢書 (1973)，第624頁.
46. 1 2  Morison (2011)，第326頁.
47. ↑  Hornfischer (2016)，第14頁.
48. 1 2  Morison (2011)，第328頁.
49. ↑  Reilly (1989)，第70頁.
50. 1 2  Morison (2011)，第329頁.
51. ↑  戦史叢書 (1973)，第623頁.
52. ↑  Lindemann (2005)，第47, 71頁.
53. ↑  戦史叢書 (1973)，第619頁.
54. ↑  Lindemann (2005)，第64頁.
55. ↑  Bernstein (1994)，第22頁.
56. ↑  Lindemann (2005)，第54頁.
57. 1 2  Morison (2011)，第324-325頁.
58. ↑  Lindemann (2005)，第47-48頁.
59. ↑  Bernstein (1994)，第23頁.
60. ↑  Lindemann (2005)，第49頁.
61. ↑  Lindemann (2005)，第73頁.
62. ↑  Reynolds (1968)，第139頁.
63. ↑  戦史叢書 (1973)，第620頁.
64. ↑  Navy Department communiques (1946)，第116頁.
65. ↑  Willmott (2005)，第220頁.
66. ↑  Hornfischer (2016)，第18頁.
67. ↑  Bernstein (1994)，第24頁.
68. ↑  Morison (2011)，第321頁.
69. ↑  Morison (2011)，第330頁.
70. ↑  Central Pacific Operations (1946)，第194-195頁.
71. ↑  戦史叢書 (1973)，第625頁.
72. 1 2 3  Lindemann (2005)，第27頁.
73. ↑  Willmott (2005)，第32, 292頁.
74. ↑  Prados (2016)，第110-111頁.
75. ↑  戦史叢書 (1973)，第627頁.
76. ↑  戦史叢書 (1974)，第251-255頁.
77. ↑  戦史叢書 (1973)，第628頁.
78. ↑  Lindemann (2005)，第23頁.
79. 1 2  Lindemann (2005)，第83頁.
80. ↑  The Reduction of Truk (1947)，第14-16頁.
81. 1 2  Lindemann (2005)，第86頁.
82. ↑  加藤邁 & 杉本作兵衛 (1987)，第33-35頁.
83. ↑  The Inspection of Truk (1945)，第39頁.
84. ↑  Trumbell (1972)，第XX10頁.
85. ↑  産経新聞 (2007).
86. ↑  第二復員局残務処理部 (1952)，第2-6頁.
87. ↑  戦史叢書 (1973)，第621-622頁.
88. ↑  Lindemann (2005)，Part Three: The Wrecks.

### 书籍
-{
- Blair, Clair.  1st. Philadelphia and New York: J. B. Lippincott Company. 1975. ISBN 0-397-00753-1.
- Buell, Thomas B. . Naval Institute Press. 2013. ISBN 978-1-612-51211-2.
- Evans, Robert A. . Page Publishing. 2014. ISBN 978-1-634-17032-1.
- Hornfischer, James D. . New York, NY: Bantam Books. 2016. ISBN 978-0-345-54871-9.
- Lindemann, Klaus.  2nd. Belleville, Mich: Resource Publications. 2005 [1989]. ISBN 1-59752-347-X.
- Morison, Samuel E. . History of United States Naval Operations in World War II 7. Annapolis, MD: Naval Institute Press. 2011. ISBN 978-1-59114-553-0.
- Prados, John. . Penguin Publishing Group. 2016. ISBN 978-0-451-47361-5.
- Reilly, John C. . Naval Historical Center. 1989. ISBN 978-0-160-02057-5.
- Reynolds, Clark G.  Reprint 1978 with corrections and new preface. Huntington, NY: Robert E. Krieger Publishing. 1968. ISBN 0-88275-608-7.
- United States Navy Department Office of Public Relations.  2. United States Government Printing Office. 1946. OCLC 12041171.
- Willmott, H. P. . Indiana University Press. 2005. ISBN 978-0-253-00351-5.
- 防衛庁防衛研修所戦史室 (编).  . 戦史叢書 62. 朝雲新聞社. 1973. OCLC 905879357.
- 防衛庁防衛研修所戦史室 (编).  . 戦史叢書 71. 朝雲新聞社. 1974. OCLC 905879419.
- 竹下高見.  . 太平洋学会学会誌. 1987, (34): 42-57. ISSN 0387-4745.
- 加藤邁; 杉本作兵衛.  . 太平洋学会学会誌. 1987, (35): 25-47. ISSN 0387-4745.
- 柳田邦男.  . 文藝春秋. 1985. ISBN 978-4-163-62970-4.

}-

### 在线资源
-{
- Bernstein, Marc. . Naval History Magazine (U.S. Naval Institute): 17-24.  [January/February 1994]  [2018-08-31]. （原始内容存档于2021-04-26）.
- Rems, Alan P. . Naval History Magazine (U.S. Naval Institute). February 2014, 28  [2018-08-27]. （原始内容存档于2018-09-08）.
- Hackett, Bob. . Combinedfleet.com. 2016  [2018-09-08]. （原始内容存档于2017-08-13）.
- Comdr. F. O. Iffrig, USN;  et al (编). . USS Columbia (CL 56) World War II Cruise Book 1942-45 (Baltimore, MD: Horn Shafer Co.). 1945: 39-42  [2018-09-07]. （原始内容存档于2018-09-09）.
- Trumbell, Robert. . The New York Times. 1972-04-30: XX10. （原始内容存档于2018-08-29）.
- United States Strategic Bombing Survey. . . Washington, D.C.: United States Government Printing Office. 1946  [2018-09-08]. （原始内容存档于2007-06-07）.
- United States Strategic Bombing Survey. . Washington, D.C.: Naval Analysis Division. 1947  [2018-09-08]. OCLC 569552557. （原始内容存档于2022-01-29）.
- 第二復員局残務処理部. . 内南洋群島方面の海軍作戦 其の2（マーシャル群島方面の作戦） (报告) (防衛省防衛研究所). 1952-06-09  [2018-09-08]. （原始内容存档于2018-09-08）.
- . 産経新聞. 2007-09-15. （原始内容存档于2007-09-30）.

}-

## 拓展阅读
- Rottman, Gordon L. . Bloomsbury Publishing. 2013. ISBN 9781472800145.
- Stafford, Edward P.  reissue. Annapolis, MD: Naval Institute Press. 2002. ISBN 1-55750-998-0.
- (编).  . . 1983. OCLC 15418167.